# Oman Air
Oman Air er det nationale flyselskab fra Oman. Selskabet er ejet af staten og har hub og hovedkontor på Muscat International Airport i as-Sib ved hovedstaden Muscat. Oman Air blev etableret i juli 1981.
I april 2011 blev Oman Air opgraderet til et 4-stjernet flyselskab og dets business class ombord på flyene blev fik 5 stjerner. Det blev samtidig kåret til "World's Best Business Class Airline Seat" ved World Airline Award 2011 afholdt af Skytrax. Samme år fik Oman Air prisen "Airline of the Year", der bliver uddelt af franske Laurier d’Or du Voyage d’Affaires.
Selskabet fløj i januar 2012 til 43 destinationer i 23 lande. Flyflåden bestod af 26 fly med en gennemsnitsalder på 4.7 år. Heraf var der tretten eksemplarer af Boeing 737-800 og to Boeing 737-700. De største fly i flåden var fire eksemplarer af Airbus A330-200 og tre Airbus A330-300, med plads til henholdsvis 216 og 230 passagerer.